# Prímás
Le prímás (en hongrois, du latin primus, « le premier »), violoniste virtuose, est le soliste et le chef d'un « orchestre tzigane » hongrois. Le prímás est responsable de l'organisation des représentations et de la communication avec le public, il est tenu pour responsable du succès ou de l'échec. S'il est qualifié, il jouit d'un grand prestige.
Des prímás célèbres ont été János Bihari, János Lavotta, Mark Rózsavölgy, Panna Czinka (la seule femme), Grigoraș Dinicu (Roumanie), Imre Magyari, Lászlo Berki, Lajos Boros. Une célèbre dynastie hongroise de Prímás est la famille Lakatos, avec Flóris Lakatos, Sándor Lakatos (1924–1994), Sándor Déki Lakatos (1942–2011) et Roby Lakatos (né en 1965).
Dans les ensembles à cordes traditionnels hongrois, tout comme slovaques et tchèques, qui interprètent des chansons populaires pour accompagner la danse, le premier violon, dont l'instrument est appelé prím, joue la mélodie. Le deuxième violon (en Slovaquie, sekund ou pomocný primáš, « primas auxiliaires ») soutient la mélodie avec un accompagnement harmonique. Un musicien qui ajoute des accords sur son instrument à cordes a la fonction de kontráš ou bračista (altiste). Dans les chapelles tziganes hongroises, le troisième violon (kontra) joue de préférence des intervalles à double doigté sur les cordes ré et sol.